# Distrugător (navă)

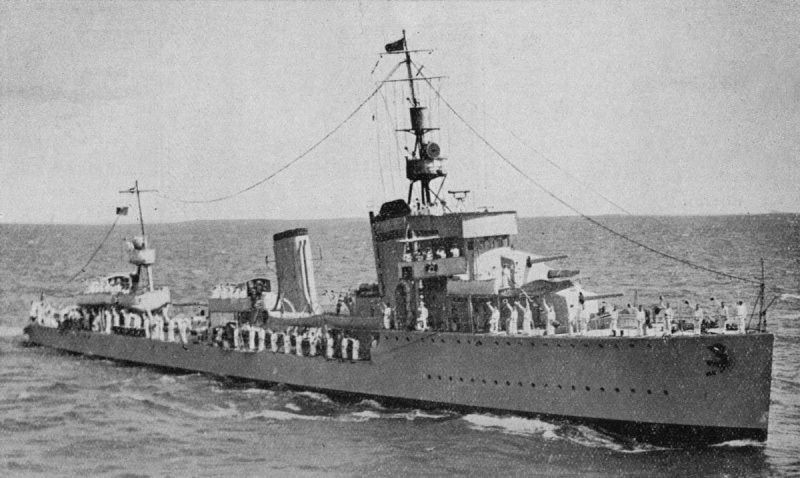
Distrugătorul NMS „Regele Ferdinand” în anul 1935.

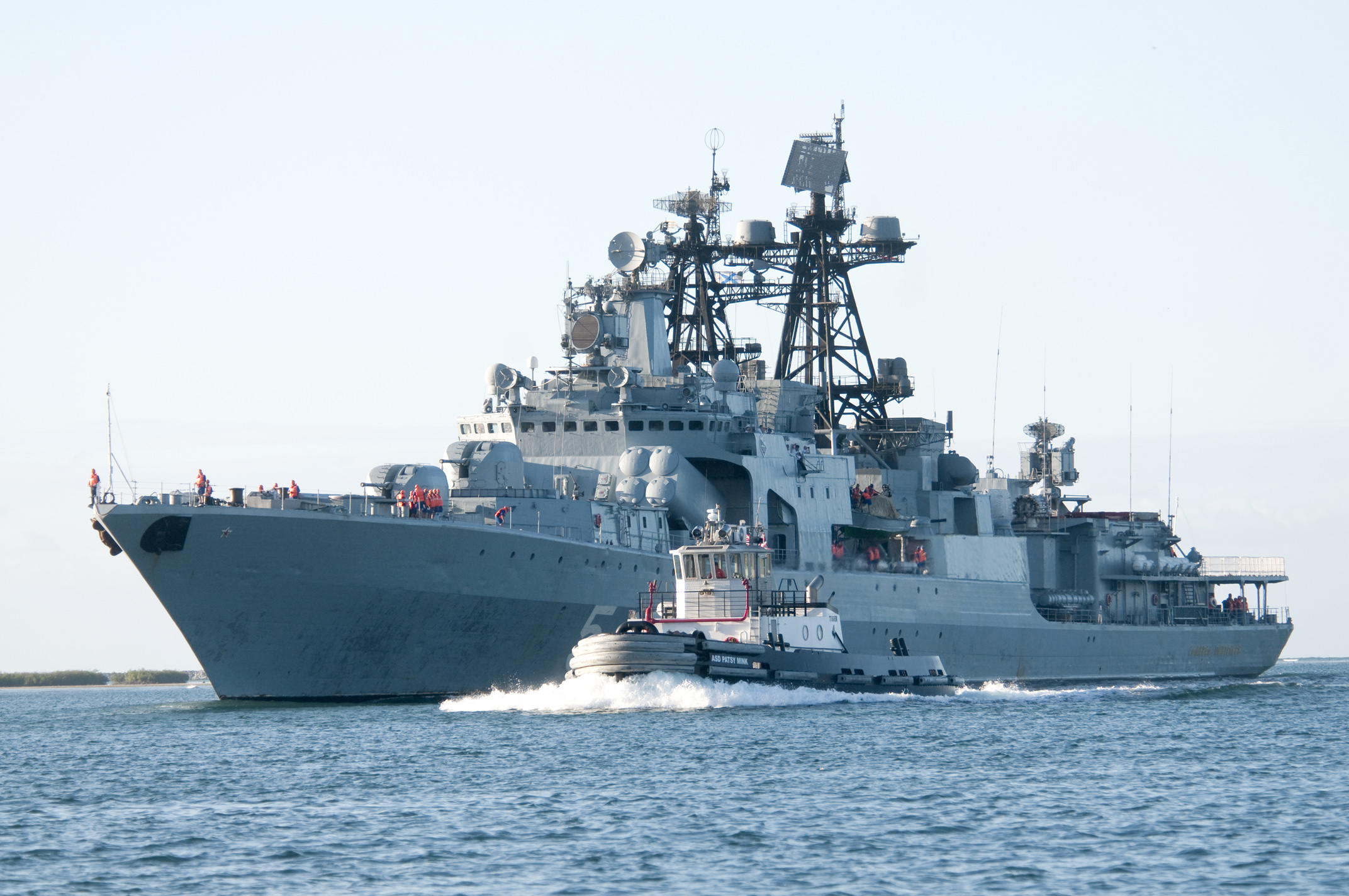
Distrugător rusesc din clasa Udaloi

Distrugătorul este o navă militară rapidă armată cu artilerie, rachete și torpile, destinată lovirii torpiloarelor și submarinelor inamice, precum și escortării navelor proprii mari sau care nu se pot apăra.
Acestea au fost inițial dezvoltate la sfârșitul secolului al XIX-lea ca apărare împotriva vedetelor torpiloare, iar în timpul Războiului Ruso-Japonez din 1904, acești "distrugători de vedete torpiloare" (TBD) erau "vase torpiloare mari, rapide și puternic armate să distrugă alte nave torpiloare", denumire care în timpul Primului Război Mondial a rămas, simplu, „distrugător”.
În timpul Primului Război Mondial deplasamentul lor era de 500-1900 tone, ajungând în cel de-al Doilea Război Mondial la un deplasament de 1000-2900 tone.
În zilele noastre deplasamentul distrugătoarelor este de 3000-8000 de tone, de obicei dotate cu rachete.
Înainte de cel de-al Doilea Război Mondial, distrugătoarele erau nave ușoare, cu o rezistență redusă pentru operațiuni individuale pe oceane; de obicei acționau un număr de distrugătoare însoțite de o navă auxiliară. După război, apariția rachetelor ghidate a permis distrugătorilor să preia rolurile de luptă de suprafață, roluri ocupate anterior de cuirasate și crucișătoare. Acest lucru a dus la apariția distrugătoarelor mai mari și mai puternice dotate cu rachete ghidate, capabile să funcționeze independent.
Armamentul principal al distrugătoarelor constă de 4-10 tuburi lanstorpile, 4-6 tunuri de calibrul 120-127 mm și apărare antiaeriană.
Caracteristici
- deplasament:2200-3000 t
- lungime:100-250 m
- lățime:10-15 m
- pescaj:2,5-3,5 m
- rază de acțiune:6000 Mm
- viteză:40-45 Nd
- armament: 11-16 tunuri, mitraliere, rachete, torpile

În timpul celui de-al doilea război mondial, Marina Română dispunea de patru distrugătoare: clasa R (NMS Regele Ferdinand, NMS Regina Maria) și clasa M (NMS Mărăști, NMS Mărășești).
Primele două dintre acestea, cele din clasa R (R-1 și R-2), fuseseră construite în șantierele navale italiene CTT & Pattison (denumite mai târziu Officine Meccaniche e Cantieri Navali di Napoli), după un proiect Thornicroft, între 1928-1930. Acestea aveau un deplasament de 2.000 tone, o lungime de 102 m, lățime de 9,6 m și un pescaj de 4,10 m. Posedau o putere a mașinilor de 45.000 CP și puteau atinge o viteză de 37,6 noduri. Aveau raza de acțiune de 3000 de mile marine și erau dotate cu cinci tunuri de calibrul 120 mm, un tun antiaerian de 76,2 mm, patru tunuri automate, două grupuri de tuburi lanstorpile triple de 533,4 mm, instalații de lansare a minelor și grenadelor antisubmarine. Au intrat efectiv în dotarea Forțelor Navale Române în anul 1930 și au rămas în serviciu până în 1961.